# کابلشکوفو

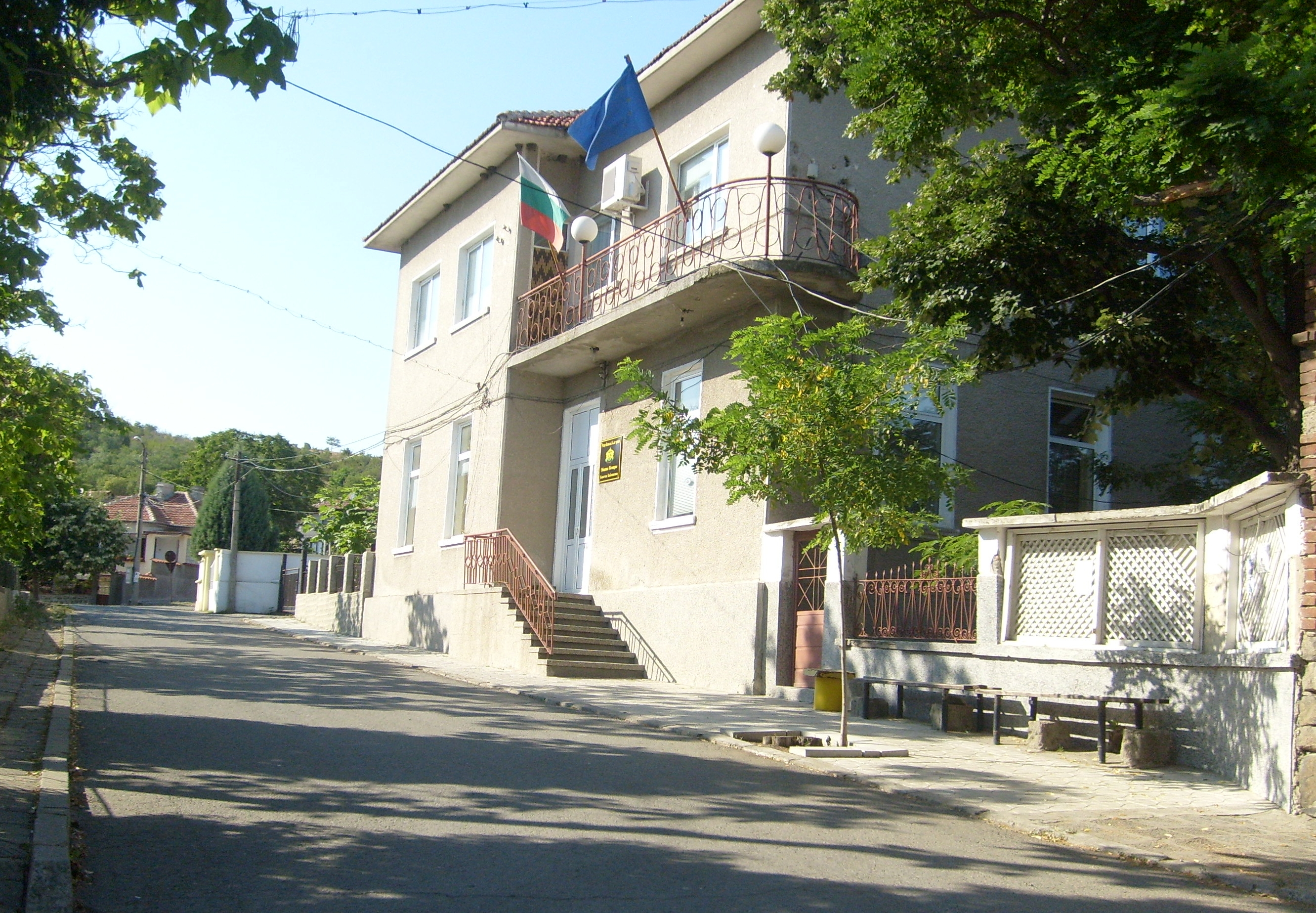
نمایی از ساختمان شورای شهر کابلشکوفو در بورگاس - ۲۰۰۸

کابلشکوفو شهری در استان بورگاس کشور بلغارستان است که جمعیت آن در سال ۲۰۰۱ میلادی ۲٬۹۰۵ نفر بوده‌است.